# Годван Михайло Михайлович
Михайло Михайлович Годван (24 січня 1991, Рахів, Закарпатська область, Українська РСР, СРСР — 10 березня 2022) — старший солдат Збройних сил України, відзначився у ході російського вторгнення в Україну.

## Життєпис
Михайло Годван народився 1991 року в Рахові на Гуцульщині.
З початком війни навесні 2014 року прийшов добровольцем до військового комісаріату.
У 2014—2015 роках у складі 128-ї окремої гірсько-штурмової бригади брав участь у бойових діях на сході України, потім демобілізувався. Однак через рік, з 2016 року знову служив своїй Батьківщині, та за цей час неодноразово брав участь у бойових діях у складі 128-тої бригади.
Загинув 10 березня 2022 року.

## Нагороди
- орден «За мужність» III ступеня (2022, посмертно) — за особисту мужність і самовіддані дії, виявлені у захисті державного суверенітету та територіальної цілісності України, вірність військовій присязі.